# 卡利納角

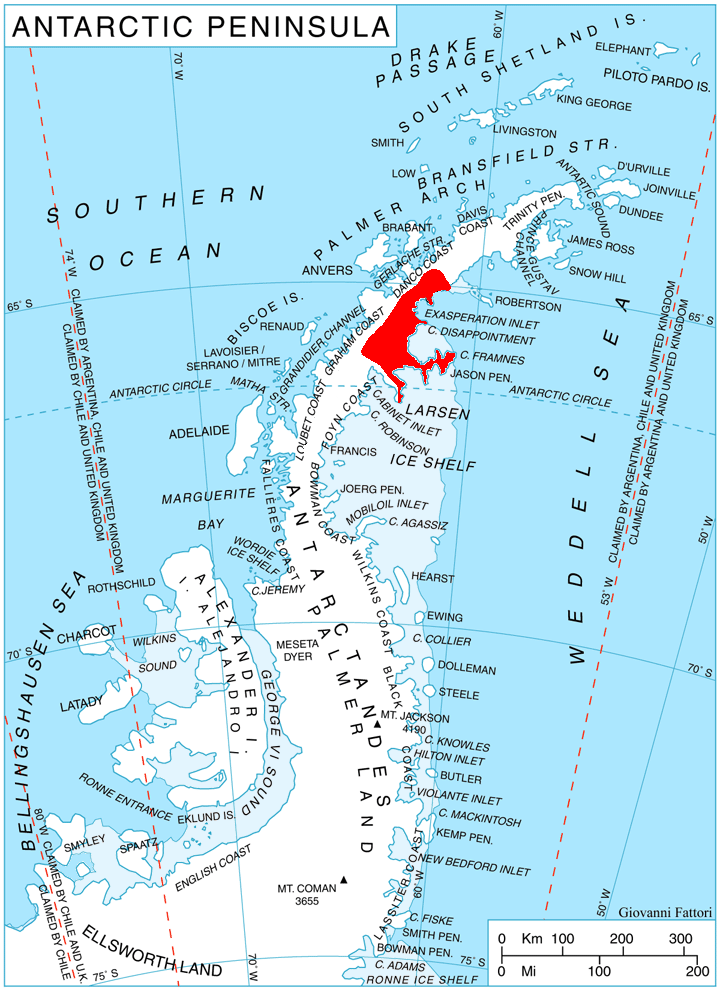

卡利納角是南極洲的海岬，位於葛拉漢地，處於拉多韋內角以南4.75公里和桑迪爾角西北面7.5公里，該海岬以保加利亞西北部的鄉鎮命名。
65°27′56″S 62°04′44″W / 65.46556°S 62.07889°W

## 外部連結
- Kalina Point. （页面存档备份，存于） SCAR Composite Antarctic Gazetteer.